# Palojupukka
Palojupukka är en kulle i Finland.   Den ligger i den ekonomiska regionen  Fjäll-Lappland  och landskapet Lappland, i den norra delen av landet, 800 km norr om huvudstaden Helsingfors. Toppen på Palojupukka är 230 meter över havet.
Terrängen runt Palojupukka är huvudsakligen platt. Trakten runt Palojupukka är nära nog obefolkad, med mindre än två invånare per kvadratkilometer.